# Lipurometriocnemus longicosta
Lipurometriocnemus longicosta är en tvåvingeart som först beskrevs av Oliver 1985.  Lipurometriocnemus longicosta ingår i släktet Lipurometriocnemus och familjen fjädermyggor. Inga underarter finns listade i Catalogue of Life.